# Zim Israeli Shipping Company
ZIM is een scheepvaartbedrijf met hoofdkantoor in Haifa, Israël. ZIM werd opgericht in 1945 en wordt sinds 2021 verhandeld op de New York Stock Exchange. Van 1948 tot 2004 handelde het onder de naam ZIM Israel Navigation Company. De rederij behoorde in 2023 tot de tien grootste ter wereld.
ZIM's werkzaamheden zijn vergelijkbaar met die van Maersk of COSCO, doch met het verschil dat ZIM zich toelegt op minder gebruikte routes.

## Geschiedenis
ZIM werd op 7 juni 1945 opgericht als de ZIM Palestine Navigation Company Ltd, door het Jewish Agency for Israel, de Israel Maritime League en de Histadroet (Algemene Federatie van Arbeiders in het Land van Israël). Het eerste schip werd in 1947 in samenwerking met Harris en Dixon (gevestigd in Londen) gekocht. Dit schip werd gerenoveerd, omgedoopt tot SS Kedma en voer in de zomer van 1947 naar de toekomstige staat Israël. Nadat de staat Israël in 1948 was opgericht, werd het bedrijf omgedoopt tot de ZIM Israel Navigation Company Ltd. Tijdens de eerste jaren was de belangrijkste taak het vervoeren van honderdduizenden immigranten naar de pas opgerichte staat. Enkele van de andere schepen die voor de oprichting van Israël als staat voor clandestiene immigratie waren gebruikt, werden door de Britse mandaatautoriteiten geconfisceerd en later bij de vloot van het bedrijf gevoegd. Het bedrijf bleef meer schepen kopen, waaronder de SS Negba, de SS Artza en de SS Galila. Tijdens de Arabisch-Israëlische Oorlog van 1948 was het bedrijf de enige maritieme verbinding met de staat Israël en leverde het voedsel, vracht en militair materieel.
In 1953 werd een deel van het geld uit de herstelbetalingsovereenkomst tussen Israël en West-Duitsland toegewezen aan de aankoop en bouw van nieuwe schepen. De SS Bergensfjord, later omgedoopt tot Jeruzalem, voer de route Israël-New York. Een ander schip dat met herstelbetalingen werd gekocht, was de SS Theodor Herzl. Het bedrijf nam in 1955 en 1956 de eerste nieuwe schepen in ontvangst, de 9800 ton wegende passagiersvrachtschepen SS Israel en SS Zion, later hernoemd naar SS Dolphin IV. In 1957 werden nog twee nieuwe oceaanlijners afgeleverd, de zusterschepen SS Jerusalem en SS Theodor Herzl van 10.000 ton, gevolgd door de meer bescheiden SS Moledet van 7.800 ton in 1961, met een indeling voor uitsluitend toeristenklasse, voornamelijk gericht op Amerikaanse toeristen op zoek naar betaalbaar vervoer naar het Heilige Land. ZIM werd in 1957 door de regering van Ghana uitgenodigd om te helpen bij het opzetten en beheren van een nationale scheepvaartlijn. De Black Star Line werd opgericht met een deelname van 40% door ZIM en exploiteerde voornamelijk vrachtdiensten vanuit West-Afrika. Een soortgelijke joint venture, de Burma Five Star Line werd in 1959 opgericht samen met de regering van Birma.
In de jaren 1950 en jaren 1960 concentreerde ZIM zich nog op passagiersschepen, naast een voortdurende uitbreiding van de vrachtscheepvaart. Passagiersschepen waren voor de opkomst van het goedkope luchtvervoer een veelgebruikt internationaal transportmiddel en ook pleziercruises waren populair. ZIM bevoer de Middellandse Zee en had ook regelmatige routes naar de Verenigde Staten. Sommige van zijn schepen voeren in de winter naar het Caribisch gebied. In 1964 werd de 25.000 ton wegende oceaanstomer SS Shalom voltooid, wat een mislukking bleek te zijn en het einde markeerde van het tijdperk van de ZIM-passagiersvaart. Als gevolg van de toenemende concurrentie tussen luchtvaartmaatschappijen en het economisch falen van de dure nieuwe SS Shalom, werden de passagiersdiensten tussen 1966 en 1969 geleidelijk afgebouwd, terwijl ZIM zich opnieuw concentreerde op de vrachtvervoer. De SS Jeruzalem werd in 1966 verhuurd aan het Britse P&O Cruises en vervolgens volledig verkocht in 1968. De zusterschepen SS Israel en SS Zion werden beide verkocht in 1966, terwijl de nieuwe SS Shalom buiten gebruik werd gesteld en in 1967 werd verkocht. DE SS Theodor Herzl en SS Moledet voltooiden de laatste transatlantische passagiersafvaarten van ZIM in 1969 en werden verkocht, wat het einde betekende van de passagiersdivisie van het bedrijf. Daarna verlegde ZIM de focus naar het vrachtvervoer.
In 2004 kocht de Israel Corporation 49% van de aandelen van ZIM van de Israëlische regering en werd daarmee de enige eigenaar van het bedrijf. De nieuwe officiële naam na de privatisering werd ZIM Integrated Shipping Services. De koopovereenkomst voor ongeveer vijfhonderd miljoen Israëlische sjekels werd door de pers en de staatscontroleur van Israël ernstig bekritiseerd omdat dit ondergewaardeerd was en slechts het zoveelste bedrijf onder goedkope vlag zou worden. In 2007 verkocht ZIM zijn dochteronderneming voor maritieme logistiek en expeditiediensten, NewLog, aan UTi Worldwide. 
In 2008 was ZIM van plan een beursintroductie te lanceren en 25% van zijn aandelen op de Hong Kong Stock Exchange te verkopen, maar vanwege het uitbreken van de wereldwijde economische crisis werd dit afgeblazen. In 2009 had ZIM een geldinjectie van US$ 450 miljoen nodig van de familie Ofer en een schuldsanering na de recessie in de wereld van de containervaart. In 2010 werd ZIM terug winstgevendheid en begin 2011 hernieuwde ZIM zijn plannen voor een beursgang op de Hong Kong Stock Exchange, maar moest dit opnieuw uitstellen vanwege de economische neergang en de daling van de containervervoertarieven.
In juli 2014, toen het bedrijf bijna volledig eigendom was van de Israel Corporation, werd ZIM geherstructureerd waarbij 68% van de aandelen van de groep in handen kwam van de schuldeisers en obligatiehouders. 32% werd behouden door de Israel Corporation en vanaf begin 2015 door Kenon Holdings. een spin-off bedrijf van de Israel Corporation. Halverwege tot eind 2015 werden plannen geïmplementeerd om een beursintroductie nieuw leven in te blazen. ZIM debuteerde in januari 2021 op de New York Stock Exchange met de steun van Citigroup, Goldman Sachs en Barclays.